# Carex caryophyllea
Espèce
Classification phylogénétique
La Laîche printanière (Carex caryophyllea) est une espèce des plantes du genre Carex et de la famille des Cyperaceae.